# Василенко, Владимир Аркадьевич
Василенко Владимир Аркадьевич (род. 19 апреля 1954, Кировоград) — украинский педагог, доктор педагогических наук, профессор, ректор СПИ Педагогическая академия.

## Профессиональная и общественная деятельность
В 1976 году окончил факультет английского языка Кировоградского педагогического института имени А. С. Пушкина. В 1978 году работал в педагогическом институте на должности ст. лаборанта кафедры педагогики. В 1979 году был избран на должность преподавателя кафедры педагогики. В 1979—1982 годах учился в аспирантуре Киевского государственного пединститута им. А. М. Горького по специальности теория и история педагогики. С 1982 по 1985 работал старшим преподавателем кафедры педагогики, заместителем декана филологического факультета Кировоградского пединститута. В 1988 году был избран на должность декана факультета иностранных языков. В 1990—1993 годах занимал должность старшего научного сотрудника. В 1993 году был назначен деканом факультета иностранных языков. В 1994—1996 годах — проректор по учебно-воспитательной работе. С 1997 года — ректор СПИ Педагогическая академия.
Кандидатскую диссертацию на тему: «Проблема совершенствования урока в педагогическом наследии В. А. Сухомлинского» защитил в 1982 году в Киевском государственном пединституте им. А. М. Горького. Научное звание «доцент» получил в 1988 году.
Докторскую диссертацию на тему: «Концепция национального образования Махатмы Ганди» защитил в 1994 году в Украинском научно-исследовательском институте педагогики. Ученое звание профессора кафедры педагогики получил в 1996 году.
Активно участвует в аттестации научных кадров, член двух советов по защите докторских диссертаций, выступает оппонентом диссертационных исследований, рецензирует научные издания.
Сфера научных интересов: история педагогики, автобиографическая литература и перевод.

## Основные публикации

### Книги
1. Воспитание[4] души. Избранные педагогические сочинения М. К. Ганди/ Перевод с английского, вступительная статья и примечания доц. В. А. Василенко.- Кировоград, 1992.- 66 с.
2. Педагогика Правды и Ненасилия[5]. Избранные педагогические сочинения М. К. Ганди/ Перевод с английского, вступительная статья и примечания В. А. Василенко.- Симферополь, 1993.- 124 с.
3. Махатма Ганди/ Перевод с английского, вступительная статья и примечания В. Василенко.- М.: Издательский Дом Шалвы Амонашвили[6], 1998.- 224 с. — (Антология гуманной педагогики).
4. Рабиндранат Тагор[7]/ Вступительная статья, составление и примечания В. Василенко.- М.: Издательский Дом Шалвы Амонашвили, 2005.- 221 с.- (Антология гуманной педагогики).
5. Василенко В. А. Из истории приватного высшего образования в Центральной Украине.- Кировоград: Имекс-ЛТД, 2014.- 192 с.
6. Махатма Ганді. Педагогіка ненасильства/ Переклад з англійської, вступний нарис та упорядкування В. А. Василенка.- Кіровоград: Імекс-ЛТД, 2016.- Вид. 2-ге, доп.- 400 с., іл..
7. Герберт Джордж Уэллс[8]. Гонка между образованием и катастрофой (избранные сочинения педагогического содержания) / Перевод с английского, вступительный очерк, составления и примечания В. А. Василенко. — Кропивницкий: ЧП «Эксклюзив-Систем», 2018. — 364 с.

### Учебные пособия
1. В. А. Сухомлинский о самовоспитании школьников.- Брянск, 1991.- 122 с. (в соавт. с В. С. Свиридовым, Н. А. Василенко).
2. Концепция национального образования Махатмы Ганди: Пособие по спецкурсу для студентов педагогических институтов.- Кировоград, 1994.- 210 с.
3. Педагогічні погляди Рабіндраната Тагора[16]: Навчальний посібник із спецкурсу.- Кіровоград: СПІ Педагогічна академія.- 2006.- 86 с.

### Статьи
1. Педагогические идеи в древнеиндийских «Законах Ману»[9]// Очерки истории школы и педагогической мысли древнего и средневекового Востока: Сб. науч. тр./ Под ред. К. И. Салимовой[10].- М.: изд. АПН СССР, 1988, с. 66 — 81.
2. М. Ганди об основных принципах построения системы национального образования в Индии// Доклад научного совета АПН СССР.- М., 1991, с. 85 — 95.
3. Концепция национального образования М. Ганди и её значение для перестройки школы в независимых государствах// Доклад на XII сессии Научного совета АПН СССР, 1992, с. 189—192.
4. Программа курса истории педагогики для высших учебных заведений Украины/ История педагогики как учебный предмет (международное исследование).- М., 1995, с. 225—231.
5. Педагогическая деятельность и идеи Рабиндраната Тагора (К 150-летию со дня рождения) .- Научные записки.- Выпуск 102.- Серия: Педагогические науки.- Кировоград: РИО КГПУ им. В. Винниченко, 2012, с. 11 — 23.
6. Педагогические взгляды[11] Чарльза Диккенса[12] .- Научные записки: Выпуск 106.- Серия: педагогические науки.- Кировоград: РИО КГПУ им. В. Винниченко, 2012, с. 10 — 15.